# Colosseum (Band)
Colosseum ist eine britische Jazzrock- und Bluesrock-Band.

## Geschichte

### 1968–1971

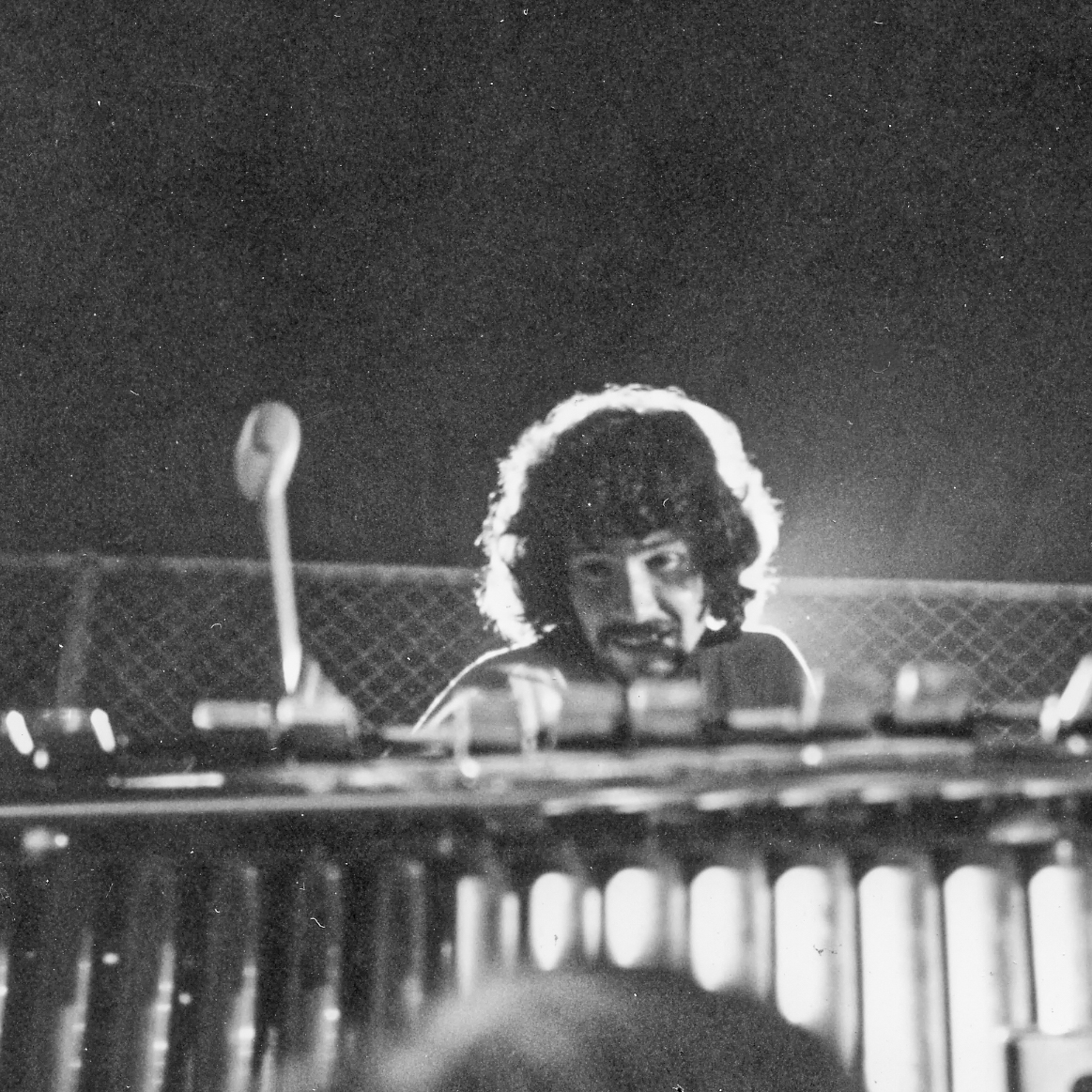
Keyboarder Dave Greenslade mit Colosseum beim Joint Meeting Festival in Düsseldorf, Mai 1970

Colosseum wurde 1968 vom Schlagzeuger Jon Hiseman und dem Saxophonisten Dick Heckstall-Smith gegründet, die zuvor mit der Graham Bond Organization gespielt hatten und danach mit John Mayall’s Bluesbreakers den europäischen „weißen“ Blues popularisiert hatten. Hiseman brachte die ihm schon aus Schulzeiten bekannten Dave Greenslade (später Kopf seiner Band Greenslade) und Tony Reeves mit ein. Zusammen testeten sie zahlreiche Gitarristen und Sänger und entschieden sich für James Litherland (von James Litherland’s Brotherhood). Hiseman gewann den Musik-Produzenten Gerry Bron für die Produktion der Alben und die Organisation der Auftritte. Jim Roche war der zweite Gitarrist für eine kurze Zeit.
Innerhalb kurzer Zeit wurde Colosseum mit suitenartigen Kompositionen, die Jazz, Rock, Blues und klassische Elemente fusionierten, bekannt. Heckstall-Smith spielte zuweilen zwei Saxophone simultan. Das vielschichtige instrumentale Spektrum wurde 1970 durch den Rhythm-and-Blues-Sänger Chris Farlowe noch erweitert, nachdem bereits im Oktober 1969 David „Clem“ Clempson als Gitarrist in die Band geholt worden war. Das Album Colosseum Live (Mitschnitt aus dem Jahre 1971) gilt als eines der besten Live-Alben der Rockgeschichte und dokumentiert den wohl höchsten Entwicklungsstand der Gruppe. Colosseum löste sich im November 1971 auf.

### Colosseum II 1975–1978
Anfang 1975 gründete Hiseman Colosseum II mit Gary Moore, im Mai stieß Don Airey dazu. Moore an der Gitarre brachte einen stärkeren Rock-Einfluss ein.
1977 nahmen sie Variations für Andrew Lloyd Webber auf, verstärkt durch weitere Musiker.
Nach drei Jahren mit drei fast ausschließlich instrumentalen Alben zerbrach die Band, auch am geringen kommerziellen Erfolg. Moore ging  zurück zu Thin Lizzy, Airey zu Rainbow.

### Seit 1994

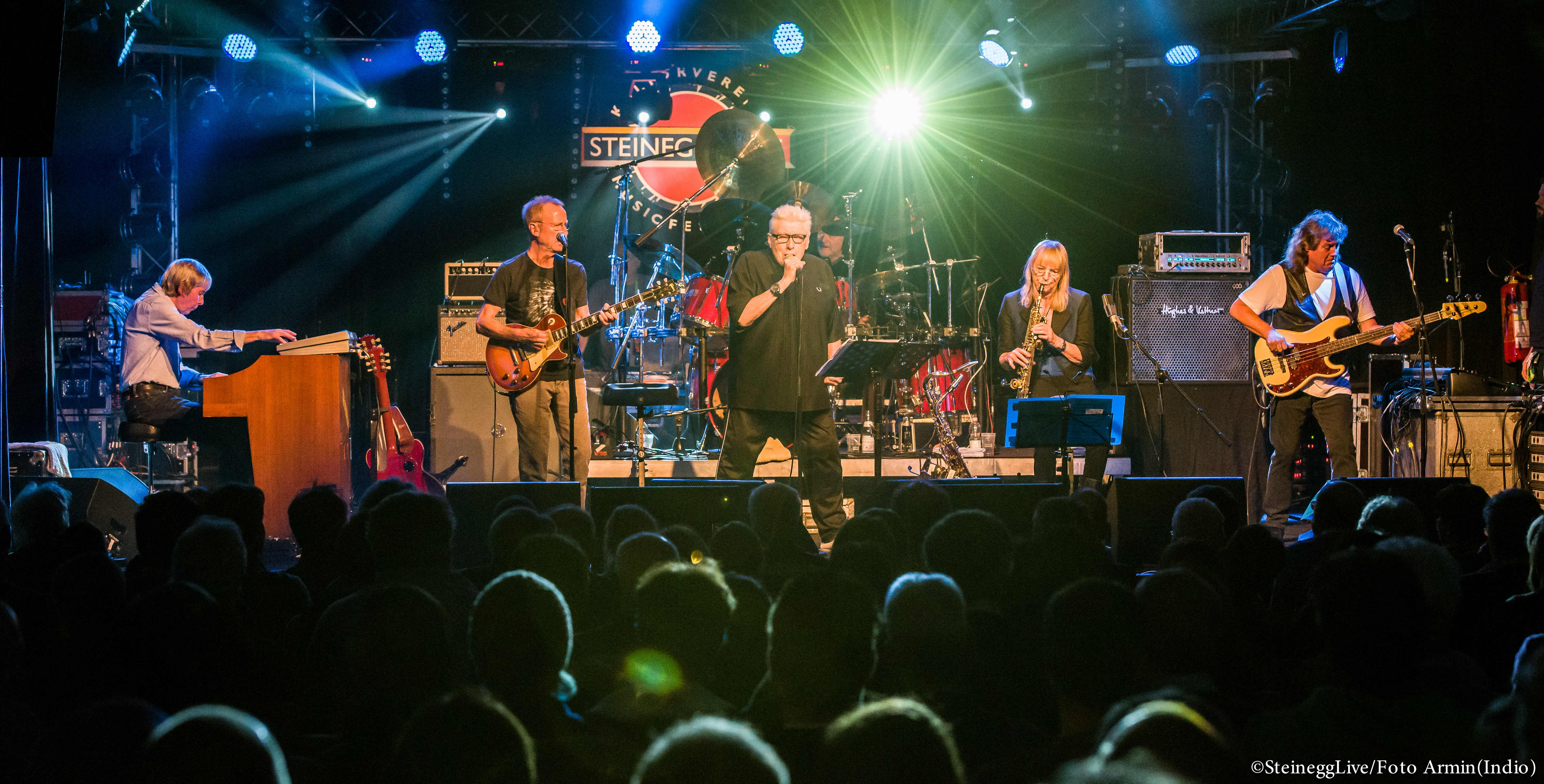
Colosseum beim Steinegg Live Festival 2014 in Steinegg bei Bozen (Italien)

1994 holte Hiseman die Gruppe wieder zusammen – in der Original-Besetzung von 1971. Colosseum absolvierte eine erfolgreiche Reunion-Tour, bei der das Album Colosseum LiveS und eine Aufzeichnung für den WDR-Rockpalast entstanden. In den nächsten Jahren folgten mehrere Festival-Auftritte, Touren und Alben. 1997 ging die Band zum Studio-Album Bread and Circuses auf Tour, 2003 zum Album Tomorrow’s Blues. Nach dem Tod von Dick Heckstall-Smith 2004 wurde Jon Hisemans Ehefrau Barbara Thompson festes Bandmitglied. Sie hatte schon 1970 auf dem Album Daughter of Time bei Colosseum mitgewirkt und hatte lange zusammen mit Hiseman beim United Jazz and Rock Ensemble gespielt.
Nachdem die Band von 2011 bis 2014 wegen einer Parkinson-Erkrankung von Thompson pausieren musste, ging sie 2014 erneut auf Tour – in Deutschland, Tschechien, Österreich und Italien: Neue Medikamente für Thompson machten es möglich. Mehr als 40 Jahre nach Colosseum Live gab es neue Konzerte und ein weiteres Studioalbum (Time On Our Side) – in der Besetzung Jon Hiseman (Schlagzeug), Barbara Thompson (Saxophon), Chris Farlowe (Gesang), Mark Clarke (Bass), David Clempson (Gitarre) und Dave Greenslade (Orgel).
Die Band spielte ihr vorläufiges Abschiedskonzert am 28. Februar 2015 im Londoner Shepherd’s Bush Empire.
2020 waren weitere Auftritte geplant, so im Juli beim Night-of-the-Prog-Festival auf der Loreley. Doch inzwischen war auch Jon Hiseman verstorben.
Am 29. August 2021 spielte die neu besetzte Band im Downtown Blues Club in Hamburg. Zu den Bandmitgliedern Chris Farlowe, Clem Clempson und Mark Clarke kamen Kim Nishikawara (Saxophon), Nick Steed  (Keyboards) & Malcolm Mortimore (Schlagzeug) hinzu. Von den Gründungsmitgliedern ist niemand mehr in der Band vertreten. Auch nach Thompsons Tod 2022 besteht die Band weiter, für das Frühjahr 2025 sind bereits Konzerte geplant.

## Diskografie

### Alben
- 1969: Those Who Are About to Die Salute You – Morituri Te Salutant (UK-Edition, Fontana Records)
- 1969: Those Who Are About to Die Salute You – Morituri Te Salutant (US-Edition, Dunhill Records, Cover und Songauswahl geändert)
- 1969: Valentyne Suite (Vertigo Records)
- 1970: The Grass Is Greener (US-Album, Dunhill Records, Clem Clempson: Gesang und Gitarre)
- 1970: Daughter of Time (Vertigo Records)
- 1971: Colosseum Live (Bronze Records)
- 1971: The Collectors Colosseum (Bronze Records)
- 1994: Live The Reunion Concerts 1994
- 1997: Bread & Circuses
- 2003: Tomorrow’s Blues
- 2007: Live 05
- 2014: Time On Our Side
- 2020: Live at the Boston Tea Party, August 1969
- 2020: Live at Montreux International Jazz Festival, 1969
- 2020: Ruisrock Festival 1970
- 2020: Live at the Piper Club, Rome 1971
- 2020: Colosseum Live '71
- 2022: Restoration
- 2025: XI (Repertoire Records)

Colosseum II
- 1976: Strange New Flesh (Colosseum II, Bronze Records)
- 1977: Electric Savage (Colosseum II, MCA Records)
- 1978: Wardance (Colosseum II, MCA Records)

### Kompilationen
- 1986: Epitaph (Castle Communications)
- 1992: The Time Machine (Castle Communications)
- 1996: Streets & Walkways – The Best of Gary Moore & Colosseum II (Music Club)
- 2000: Walking In The Park – Best (1969–71, Zounds, alle Titel digital remastert)
- 2009: Morituri Te Salutant (4 CD-Box)
- 2020: Transmissions: Live at the BBC

### Sessions
- 1978: Variations (MCA Records), mit Andrew Lloyd Webber (Colosseum II als Begleitband aller Titel zusammen mit Julian Lloyd Webber am Cello und Gastmusikern wie Phil Collins, Rod Argent und Barbara Thompson)
- 2003: Live at Rockpalast 2003 (Repertoire)